# Mufti der Republik (Tunesien)
Mufti der Republik (arabisch مفتي الجمهورية, DMG Muftī l-Ǧumhūriyya) ist der Oberste Rechtsgelehrte im tunesischen Islam, die höchste muslimische Autorität in seinem Land. Er ist als Einziger berechtigt, religiöse Rechtsgutachten (fatwas) zu verkünden; er wird vom Ministerium für religiöse Angelegenheiten berufen. Bislang letzter Amtsträger war von 2016 bis zu seinem Tod im Jahr 2022 Othman Batikh als Nachfolger von Hamda Saïed.
Die tunesischen Muftis gehören sämtlich der aschʿaritischen Theologieschule des sunnitischen Islams an.

## Übersicht
- Mohamed Abdelaziz Djaït (1957–1960)
- Mohamed Fadhel Ben Achour (1962–1970)
- Mohamed El Hédi Belkadhi (1970–1976)
- Mohamed Habib Belkhodja (1976–1984)
- Mohamed Mokhtar Sellami (1996)
- Kameleddine Djaït (1998–2008)
- Othman Batikh (2008–2013)
- Hamda Saïd (2013–2016)
- Othman Batikh (2016–2022)